# Хелмно (Шамотульський повіт)
Хелмно (пол. Chełmno) — село в Польщі, у гміні Пневи Шамотульського повіту Великопольського воєводства.
Населення — 432 особи (2011).
У 1975-1998 роках село належало до Познанського воєводства.

## Демографія
Демографічна структура станом на 31 березня 2011 року:
|          | Загалом | Допрацездатний вік | Працездатний вік | Постпрацездатний вік |
| -------- | ------- | ------------------ | ---------------- | -------------------- |
| Чоловіки | 215     | 54                 | 143              | 18                   |
| Жінки    | 217     | 51                 | 136              | 30                   |
| Разом    | 432     | 105                | 279              | 48                   |